# Robert Earl Hughes
Robert Earl Hughes (04 de junho de 1926 - 10 de julho de 1958), um homem americano, que durante sua vida, foi o ser humano mais pesado registrado na história do mundo, pesando 486 kg. Ele continua sendo o humano mais pesado do mundo capaz de andar sem a necessidade de assistência.

## Vida
Hughes nasceu em Baylis, Illinois, em 1926. Na idade de seis anos, ele pesava cerca de 92 kg (203 libras); e aos dez anos de idade, ele pesava 171 kg (377 lb). Seu peso excessivo foi atribuído a uma glândula pituitária avaria. Seu peito foi medido a 3,15 metros (10,3 pés), e ele pesava um número estimado de 486 kg (£ 1.069).
Durante sua vida adulta, Hughes fez aparições em carnavais e feiras; houve anúncios de que iria aparecer no programa de televisão Ed Sullivan, mas isso nunca aconteceu.

## Morte
Em 10 de Julho de 1958, Hughes contraiu um caso de sarampo, que logo se transformaram em uremia, resultando em sua morte, em Bremen , Indiana, Estados Unidos; ele tinha 32 anos.
Ele é frequentemente dito ter sido enterrado em uma caixa de piano. Este erro resulta de uma frase que apareceu em sucessivas edições do Guinness Book Records, que dizia: "Ele foi enterrado em um caixão do tamanho de uma caixa de piano." Sua lápide observa que ele era o homem mais pesado do mundo em um peso confirmado estimado de £ 1.041 (472 kg).